# Los Filtros
Los Filtros es una localidad de México perteneciente al municipio de Francisco I. Madero en el estado de Hidalgo.

## Geografía
A la localidad le corresponden las coordenadas geográficas 20° 13’ 8” de latitud norte y 99° 5’ 19” de longitud oeste, con una altitud de 2018 m s. n. m. Se encuentra a una distancia aproximada de 2.91 kilómetros al sur de la cabecera municipal, Tepatepec.
En cuanto a fisiografía se encuentra dentro de las provincia del Eje Neovolcánico, dentro de la subprovincia de Llanuras y Sierras de Querétaro e Hidalgo; su terreno es de llanura y lomerío. En lo que respecta a la hidrografía se encuentra posicionado en la región del río Panuco, dentro de la cuenca del río Moctezuma, en la frontera de las subcuencas del río Actopan. Cuenta con un clima semiseco templado.

## Demografía
En 2020 registró una población de 875 personas, lo que corresponde al 2.41 % de la población municipal. De los cuales 416 son hombres y 459 son mujeres. Tiene 226 viviendas particulares habitadas.
| Gráfica de evolución demográfica de Los Filtros entre 1990 y 2020                            |
|                                                                                              |
| Población de los censos y conteos del Instituto Nacional de Estadística y Geografía (INEGI). |

## Economía
La localidad tiene un grado de marginación alto y un grado de rezago social bajo.